# نسبة بواسون

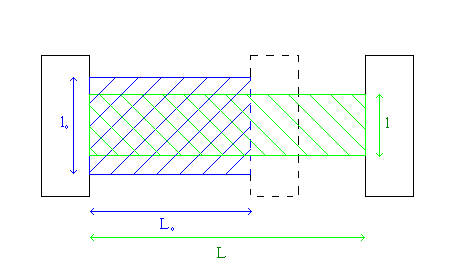

تم تسمية نسبة بواسون (بالإنجليزية: Poisson's ratio)‏ نسبة إلى العالم سيميون بواسون وهي النسبة بين الانفعال العرضي إلى الانفعال الطولي عندما يؤثر على العينة إجهاد ضمن حدود المرونة. في العادة عندما تشد المادة في أحد الاتجاهات، فإنها تميل إلى التقلص في الاتجاهين الآخرين، وعلى العكس عندما تضغط المادة في أحد الاتجاهات فإنها تميل إلى أن تتمدد في الاتجاهين الباقيين، وتكون نسبة بواسون (v) هي المقياس لهذا الميل للتمدد والتقلص.
لا يمكن أن تكون نسبة بواسون لأي مادة مستقرة أقل من -1.0 أو أكبر من 0.5، ومعظم المواد تكون نسبة بواسون لها في حدود 0.0 إلى 0.5.

## سبب تأثير بواسون
في المستوى الجزيئي للمادة يسبب تأثير بواسون بسبب الحركة البسيطة بين الجزيئات وتمدد الروابط في الشبكة الجزيئية لتتماشى مع الإجهاد المطبق. عندما تتمدد الروابط في اتجاه تطبيق الإجهاد فإنها تتقلص في الاتجاهات الأخرى وبضرب هذا السلوك لعدة ملايين من المرات ضمن الشبكة الجزيئية للمادة تظهر هذه الظاهرة للعيان.

## نسبة بواسون لمواد مختلفة
| مادة               | نسبة بواسون  |
| ------------------ | ------------ |
| مطاط               | ~ 0.50       |
| صلصال مشبع         | 0.40-0.50    |
| مغنسيوم            | 0.35         |
| تيتانيوم           | 0.34         |
| نحاس               | 0.33         |
| سبائك-الألمنيوم    | 0.33         |
| صلصال              | 0.30-0.45    |
| صلب غير قابل للصدأ | 0.30-0.31    |
| صلب                | 0.27-0.30    |
| حديد مطاوع         | 0.21-0.26    |
| رمل                | 0.20-0.45    |
| اسمنت              | 0.20         |
| زجاج               | 0.18-0.3     |
| رغوة               | 0.10 to 0.40 |
| فلين               | ~ 0.00       |
| أوكسيتك            | قيمة سالبة   |

### مواد ذات نسبة بواسون سالبة
هناك مواد يطلق عليها أوكسيتك تظهر قيم سالبة لنسبة بواسون. حيث أنها عند خضوعها لإجهاد شد فإن إجهاد القص يكون ذو قيمة موجبة (أي أن مساحة مقطعها العرضي يزداد).